# Park Narodowy Korup
Park narodowy Korup – park narodowy położony w Kamerunie, w Regionie Południowo-Zachodnim, w pobliżu granicy z Nigerią. Obejmuje 1259 km² lasów deszczowych, chronionych ze względu na wielką różnorodność żyjących tam roślin i zwierząt. Został założony w 1986.
Główną przyczyną, dla której ustanowiono park, jest to, że lasy deszczowe utrzymały się w tym regionie w trakcie epoki lodowcowej, podczas gdy w większości innych miejsc przekształciły się w sawanny.
Park jest elementem Projektu Korup, który obejmuje poza tym trzy rezerwaty leśne (Nita-Ali, Rumpi Hills i Ejagham) oraz otulinę parku.
Powołanie i istnienie parku nie jest jednak pozbawione wątpliwości i sprzeciwów. Założenie parku spotkało się z oporem okolicznych rolników, których należało przekonać do tego pomysłu. W regionie Korup jest dwadzieścia dziewięć wsi, z czego sześć leży na terenie parku. Owe sześć wsi zostało przeniesionych do otuliny parku, co spotkało się z niechęcią mieszkańców.